# Madame Jenny Treibel
Madame Jenny Treibel (titre original : Frau Jenny Treibel) est un roman allemand de Theodor Fontane, chef de file du réalisme en Allemagne, publié en 1892.

## Analyse
Ce roman est l’histoire d’un drame, d’une vie de souffrances et de passions.
L'héroïne, Madame Jenny Treibel, provient d'un milieu modeste et a fréquenté le professeur Wilibald Schmidt dans sa jeunesse, avant d'épouser un riche propriétaire afin de gravir les échelons sociaux. Elle prétend être déchirée entre l'idéal que représente Wilibald et les poèmes d'amour qu'il lui écrivait dans sa jeunesse, et la rudesse de la vie et son aspect plus matériel.
Madame Jenny Treibel est ainsi donc une femme très riche, représentant une bourgeoisie propriétaire (Besitzbürgertum), mère de deux fils : le premier s'est marié à une femme qu'elle n'aime pas, mais qui présente l'avantage d'être issue d'un milieu toujours plus aisé ; quant au second, Leopold, Jenny Treibel veut le marier à une autre aristocrate, malgré les vaines protestations de ce dernier, que Corinna, la fille de Wilibald Schmidt, avait persuadé d'épouser.
En ce qui concerne le professeur Wilibald Schmidt, il représente la bourgeoisie cultivée (Bildungsbürgertum) : il mène une vie modeste et organise des réunions avec d'autres professeurs pour mener des débats, discuter de certaines œuvres... Wilibald Schmidt souhaite que sa fille Corinna épouse son cousin Marcel, mais celle-ci s'y refuse dans un premier temps, préférant séduire Leopold dans l'espoir d'intégrer un milieu plus aisé par un tel mariage. On remarque d'ailleurs qu'en début de roman, Jenny, qui rend régulièrement visite à Wilibald, insiste sur le fait de traiter Corinna comme sa propre fille ; néanmoins, lorsqu'elle apprend plus tard que son fils Leopold et Corinna souhaitent se marier, elle s'y oppose formellement : on constate donc que le personnage de Jenny Treibel possède de multiples facettes, et qu'elle se trouve continuellement en contradiction entre son idéal et son ambition.
L'héroïne, Madame Jenny Treibel, se retrouve constamment déchirée entre ses sentiments, d’où le souci de Fontane de décrire le monde de manière réaliste, et de dénoncer les paradoxes et les conflits de l'époque entre deux types de bourgeoisie. Un roman donc très moderne et vraiment universel.
L’ironie dont fait preuve l’auteur envers ses personnages est une des caractéristiques principales de l’écriture. Il a souvent été remarqué que la première personne n’était employée qu’au tout début du roman, comme si le narrateur était aussi un personnage de l’histoire. À noter que Fontane écrit dans une préface que le projet d’écrire Madame Jenny Treibel était d’en finir avec sa période royaliste. Dès lors, on peut voir dans Frau Jenny Treibel non pas une critique du royalisme, mais plutôt les excès que cela peut causer. D’ailleurs, les personnages sont très bien conçus psychologiquement.

Son mari, avide d’honneur, cherche à gravir les échelons de la société de l’époque. Son statut initial d’homme lui procure intrinsèquement un avantage certain.

Voici un passage illustrant bien ceci : 
Drüm prüfe, was sich ewig bindet, ob sich das Herz zum Herzen findet„) Das ist die Schlußzeile eines sentimentalen Lieblingsliedes, das die 50jährige Kommerzienrätin im engeren Zirkel beständig singt (Schmidt schrieb dieses Lied in jüngeren Jahren für Jenny, als er sie noch umwarb) und durch das sie sich Anspruch auf das ‚Höhere‘ erwirbt, während ihr in Wahrheit nur das ‚Kommerzienrätliche‘, will sagen viel Geld, das ‚Höhere‘ bedeutet. Zweck der Geschichte: das Hohle, Phrasenhafte, Lügnerische, Hochmütige, Hartherzige des Bourgeois-Standpunktes zu zeigen, der von Schiller spricht und Gerson meint.

## Généralités
Entre comédie (Qui épouse qui ? Contre qui ? Pourquoi ? Comment ?) et tragi-comédie (p. 261, Qui souffre le plus ?), le roman est aussi un reportage vraisemblable sur certains aspects de la haute société berlinoise wilhelmienne bismarckienne chrétienne, des années 1880-1890, « quand, après 70, les milliards arrivèrent » (p. 40). Cette « suite de tableaux de mœurs et d'études de caractères » (p. 6, selon le traducteur), sur deux mois (mai-juin-juillet) d'une année non située, se déroule essentiellement entre trois maisons (famille Schmidt, clan ou famille Treibel...), quelques extérieurs, et une douzaine de personnages complexes, typés, bien traités : bourgeoisie triomphante, urbaine, nationale, industrielle et commerciale, avec quelque réminiscence de la colonie française (p. 30) (huguenote) de Berlin, dont est issu l'auteur.
Le récit, au passé, est à peu près celui d'un narrateur extérieur, omniscient, discret, parfois elliptique. Les descriptions relèvent du point de vue de tel personnage, principalement Léopold. Plus de la moitié du texte tient de la conversation, en dialogues, parfois du monologue. La narration est ainsi partagée entre réalisme critique, optimisme, détachement, indulgence, ironie, pratiquement sans intervention. Les stratégies sociales sont pointées : orgueil, vanité, déshonneur, humiliation, ridicule, faux-pas...
La fin du texte laisse en suspens toute autre intrigue, dont la candidature électorale de Treibel, l'avenir de Léopold et d'Hildegarde, et donc de Madame Jenny Treibel, qui prétend « régler les affaires en famille » (p. 236) à sa guise : « on n'entre pas dans une famille bourgeoise » (p.271). « Lui, comme sa sentimentale épouse, avait la bourgeoisie dans le sang » (p. 230).
Les conversations ont une portée plus vaste, éventuellement actuelle, concernant le bonheur et le mariage.
Jenny reconnaît ne pas éprouver « un véritable bonheur conjugal » (p.188).
Treibel est plus lucide : « Et les plus terribles mariages sont ceux où on discute avec des prétentions, où, pardonnez-moi la comparaison, on fait la guerre avec des gants de velours, ou, pour parler plus exactement, on se jette des confettis à la figure, comme au Carnaval de Rome » (p.184) ; « pas de Tonnerre de Brest, rien que de petits mots avec le contenu de poison d'une demi-piqûre de moustique ; aussi des silences, des lèvres qui ne veulent pas se desserrer, des visages boudeurs, voilà les combats ignorés de la vie conjugale, cependant que pour l'extérieur le visage reste sans ride ». (p. 85).
Les existences individuelles sont conditionnées par de complexes stratégies familiales inavouables, et pas seulement dans diverses strates de la bourgeoisie berlinoise d'époque.

## Découpage du roman
- 1 Journée 1 : (vendredi ?), fin mai, visite de Jenny chez Schmidt, pour inviter Corinne à une soirée.
- 2 Journée 2 : (samedi ?), Villa Treibel, salon de réception, présentations, particulièrement des deux nouveaux, Nelson et Vogelsang.
- 3 Journée 2 : Villa Treibel, salle à manger, repas, discours, politique, etc.
- 4 Journée 2 : Villa Treibel, après le repas, café, cigares, alcools, soirée...
- 5 Journée 2 : promenade au parc de Marcel et Corinne, rivière, pont des Pêcheurs, croissant de lune (p. 88) : fidélité, loyauté, comédie, coquetterie, illusions...
- 6 Journée 2 : soirée chez Schmidt, cercle des Sept Orphelins de la Grèce, professeurs-docteurs Waisen/Weisen.
- 7 Journée 2 : repas du cercle chez Schmidt, arrivée tardive de Friedeberger, puis de Corinne et Marcel, discussion de Willibale et Marcel sur Corinne.
- 8 Journée 3 : lundi (?) petit déjeuner matinal (entre 7 et 9 h.) chez les Treibel (sur Nelson, Hélène, Léopold), et chez Treibel fils (sur Léopold), et promenade solitaire à cheval de Léopold et son petit déjeuner sur le bord de la Spree à Treptow.
- 9 Journée 4 (fin de semaine) : tout le monde est mécontent, particulièrement Treibel au sujet de la campagne électorale. Les sœurs Felgentreu invitent à une sortie collective à Halensee l'après-midi même.
- 10 Journée 4 : partie de campagne (équipages et tramway), bavardages, promenade en forêt, conversations à deux (Treibel et Willibald, Corinne et Léopold..., croissant de lune (p.198)).
- 11 Journée 4 : retour d'Halensee, côté Schmidt, confidences croisées de Corinne et Rosalie.
- 12 Journée 4 : retour d'Halensee, côté Treibel, Léopold et Jenny, puis Jenny et Treibel, sur les fiançailles...
- 13 Journée 5 : samedi matin, Jenny écrit à Hildegarde, Hélène visite Jenny, Jenny visite Willibald.
- 14 Journée 6 et 7 : dimanche matin chez Treibel, lundi Hildegarde s'installe chez Treibel. Mauvaise ambiance autant chez Treibel (pour les élections) et chez Otto (scène entre Otto et Hélène) : drôles de fiançailles (p. 257).
- 15 Journée 8 : (10 juillet ?) : repas chez les Schmidt, pneumatique de Willibald à Marcel, entretien entre les deux.
- 16 Journée 9 : (11 juillet ?) : lettres de Marcel à Corinne, entretien, annonce publique de fiançailles, invitation au mariage. Le 27 juillet, veilles de noces chez Schmidt. Le 28 juillet, noces à La Maison anglaise (sans Léopold), et départ en voyage nuptial pour Vérone (jusqu'au tombeau de Juliette).

## Personnages
Le nombre de personnages évoqués approche la centaine. Les personnages fouillés sont évidemment moins nombreux que les silhouettes : domestiques (dont Frédéric), apprentis (Louis), commis (Mielke), fonctionnaires (dont le conseiller de police suppléant Goldammer), pasteurs et prédicateurs, aristocrates prussiens (le baron de Stechlin, le baron Ostern)... Chacun joue, bien ou mal, son rôle, ou ses divers rôles, se croit un bref instant possible maître de son destin.

### Personnages masculins
- Treibel, sans prénom, au moins 50 ans, une masse, désigné aussi comme le vieux Treibel ou Mr le Conseiller commercial Treibel. Fabricant de produits chimiques (bleu de Prusse, vitriol, lessive), de troisième génération (p. 230), dans une grande usine moderne, il dispose d'une « considération universelle » (p. 252) jusqu'à sa candidature aux élections parlementaires (et non municipales) : on lui reproche son « dilettantisme politique » (p. 166), et sa vanité croise sa peur du ridicule. Il se veut positiviste, réaliste, civique, patriote, libéral aussi (mais pas trop). Il est libre de paroles, généralement lucide, souvent moqueur, mais selon Jenny « terriblement et irrémédiablement prosaïque » (p. 267).

- Otto Treibel, le fils aîné, 30 ans, marié à Hélène depuis huit ans, dirige un commerce de bois de Campêche (agent de teinture). Le mariage ne paraît pas optimal (pp. 184-185), et leur fille Lizzy est surtout une petite poupée.

- Léopold Treibel, le fils cadet, 25 ans (p. 124), « à marier » (p. 36), travaille dans l'entreprise de son frère et loge chez ses parents. « Presque une fillette » ((p. 136, le père), « le gamin » (p. 177) (« Laissez-moi le gamin » (p. 245, la mère)), s'impose d'être un cavalier, parce qu'« à tout prix il veut avoir l'air de quelque chose » (p. 144). Souffrant d'une « insuffisance thoracique », il a été refusé au service militaire, il n'a rien dans le ventre, plutôt médiocre, en dessous de la moyenne, un peu endormi (p. 279), il manque un peu d'ardeur et de tempérament (p. 190), pas assez d'étoffe p. 138) : « Je manque d'énergie et de courage et je ne sais pas me cabrer » p. 154), « je ne suis pas un héros » (p.155). L'éducation familiale est également responsable : « la stature imposante de sa mère » (p. 192), « (n'avoir) plus en permanence devant les yeux le spectacle de cette maman qui toujours paralysait ses forces » (p. 192). Il prend son petit déjeuner en bord de Spree, mais le garçon Mützelle obéit à Jenny : un seul café, et beaucoup de lait. Léopold est timide, enclin à la rêverie (ses rêveries (p. 156)), sensible aux paysages, aux fleurs, aux chants d'oiseaux. Il n'a pas d'ami (p. 155), même s'il a passé quelque temps chez Nelson à Liverpool quelques années plus tôt. Il est amoureux de Corinne, et finit par le lui avouer : « il me tarde de te montrer que je suis digne de toi » (p. 198). C'est peut-être réciproque, même si Corinne déclare : « trop jeune, trop insignifiant » (p. 91), « planche de salut » (p. 93).

- Le professeur Willibald Schmidt, environ 60 ans, veuf, père de Corinne, est professeur de lettres allemandes au collège de jeunes filles. Ce bourgeois universitaire, fonctionnaire sans importance, représente l'ancien tiers-état. Il est le loyal ami (p. 29) de Jenny, mon amie Jenny (p. 129), son amie de jeunesse (P. 185) : « son ancien adorateur » (p. 187), « le chéri de ton cœur » (p. 228) : « Je le tiens en laisse, depuis toujours » (p.236). Il anime un cercle de sept professeurs. Il est passionné d'archéologie, principalement des fouilles de Schliemann à Mycènes (p. 105, 267, 276). Il en arrive même à déclarer en privé : « Si je n'avais pas le titre de professeur, je finirais par devenir socialiste » (p.247).

- Le vieux sous-lieutenant retraité Vogelsang, « agent provocateur en matières d'élections » (P. 42), agent électoral de Treibel, finalement écarté : méphisto, bizarre, borné, « cet effroyable Vogelsang a pesé comme un cauchemar sur mon sommeil» (p.132), « ce national-libéral, cet imbécile, ce chercheur d'utopie» (p. 166).

- Marcel Wedderkopp (p. 35), cousin de Corinne, à marier et à placer, archéologue (p. 266), amoureux de Corinne, jaloux (p. 155).

- Adolar Krola, chanteur d'opéra, ténor.

- Nelson, de Liverpool, 25 ans, ami de Léopold, commerçant en bois, à marier, de passage à Berlin, et retournant à Hambourg et Liverpool :  ambassadeur, cheveux blond filasse , charme naïf, insignifiance (p. 123),  agréable prétexte  pour  faire briller Corinne.

### Personnages féminins
- Jenny Treibel, au moins 50 ans, Madame la Conseillère commerciale, épouse Treibel, d'origine modeste. Elle évoque et on évoque l'épicerie-droguerie (p. 143), la boutique aux oranges (p. 31 et 229) de Madame Bürstenbinder (pp. 28, 29, 127, 271), pour mieux signaler l'ascension sociale et le souci de ne pas déroger. Elle aurait le « cœur très sentimental » (p. 118), « le sens du sublime » (p. 128), tout en étant dangereuse (p. 128). Elle se présente comme la « maternelle amie » (p. 30) de Corinne, mais, toute en corpulence et asthme (pp. 27-28), toute admirative de l'énergie de sa protégée, elle se refuse à envisager une relation entre elle et son Léopold : « cela signifierait que j'abdique et que je me laisse mettre au rancart » (p. 190).
- Hélène Munk, épouse d'Otto, la belle-fille et voisine, femme moderne, propre, hambourgeoise, anglophile : toujours nette et polie (p. 182), une dame si bien élevée (p. 182), fort belle, blonde, fraîche et calme (p. 62), appétissante (p. 190). Elle n'est guère appréciée par Jenny et son mari : les hambourgeoiseries (p. 144) de la « coterie du bois de Campêche » (p. 189). Hélène méprise les origines de Jenny, et valorise les siennes : « les Munk sont danois » (p. 143), « les Thompson sont une famille de syndics» (p.143).
- Lizzy Treibel, fille d'Hélène et Otto, une grande poupée (p. 137), un ange (selon Mlle Honig, p. 168), mal éduquée (selon son grand-père) par sa gouvernante Wulsten (p. 139).
- Hildegarde Munk, sœur d'Hélène, hambourgeoise, à marier, qu'Hélène cherche à faire épouser par/à Léopold (p. 145). Willibald le rapporte à Jenny (p.  188), Corinne le prophétise à Léopold (p. 196), Jenny le revendique (p. 134), et l'organise, une fois qu'elle est forcée par l'aveu de Léopold de prendre l'initiative (le premier pas) d'inviter Hildegarde. Léopold s'y refuse.
- Corinne Schmidt, fille de Willibald, orpheline de mère, 27 ans, à marier, bourgeoise, moderne, émancipée, espiègle (p. 196) : « trop indépendante » (p. 255), « (j'ai) le privilège d'une assez grande liberté, [...] d'une certaine émancipation» (p.96). « Je ne suis pas une beauté, je n'ai que la commune mesure» (p. 243). « Je suis pour la jeunesse, amis pour la jeunesse avec du bien-être et de belles réceptions» (p.32). Elle est une « sorte d'idéal » (p. 197), même pour Jenny, qui finit par la considérer comme une fille effrayante (p. 236). Son père la trouve en tout admirable : « notre nouveau chevalier bandit» (p. 241).
- Mademoiselle Honig (p. 130), demoiselle de compagnie de Mme Treibel, interlocutrice de Treibel : les traits durs, ouverte.
- Mme Rosalie Schmolke, veuve (d'agent de la police des mœurs), gouvernante de la famille Schmidt (p. 29), la vieille Schmolke, confidente et conseillère de Corinne.
- Les sœurs chanteuses (p. 81) Felgentreu, Elfriede et Blanca : « des bécasses » (p. 219), à l'origine de la partie de campagne.
- Deux vieilles dames de la cour, retraitées, respectables, potentiellement utiles, un peu ridicules : la commandante de Ziegenhals et Edwine de Bomst.

## Réalisme des détails
Les références culturelles sont multiples, de la collation du cheval (le sac de paille et le pot de bière, p.178) au plus éthéré, toutes révélatrices.
- nourriture : 
  - navets, choux-navets, asperges (175 & 192), poires (259),
  - sole (191), turbot, écrevisse (112), homard (86), ragoût de mouton (210),
  - Cannelle (258), macaroni (259), crème de cacao (199), kougelhopf (176),
  - vin de Moselle, vin deTarbach (110), Chablis (60), Cognac et Allasch (73), bières Siechen ou Wagner (176)...
- végétaux : jacinthes (30), myosotis, violettes (266), noisetiers (197), roseaux (199), lauriers (256), géraniums et giroflées (258)...
- animaux : cacatois (125, 130...), rossignol (232), paon (125), moineaux (258), pintade (168), chien bolonais (168), caniche noir ((99), griffons (149)... et patronymes (Vogelsang, Kuh, Rindfleisch...),
- vêtements : mantille (185, 202), bonnet à ruches (201), cravate (153),
- objets : couteau à découper (140), pipe en écume de mer (99), papier à sucre (260), cabochons de brillant (262)
- utilités : éclairage au gaz (51), fosse à chaux (142), tramway (174), fiacre (177), entrée de service (41)...
- journaux : Berliner Tageblatt (42), Deutsches Tageblatt (42), Kladderadatsch (104), Nationalzeitug (163) et quelques autres (162),
- littérature allemande : Klopstock (50), Grieppenkerl (50), George Herwegh (56), Schiller (73, 106, 117, 127), Heine (183), Gottfried Keller (9(5), Schopenhauer (97), Edmond de Hartmann (97), Heyse (271), Novalis (238), Goethe (248, 284), Beowulf (268), Heliand (268), Codex argenteus (268), Wallenstein (181), Marie Stuart, Le roi des Aulnes (91), Corinne au Capitole (92), Les voyages de Semilasso (119)...
- littérature antique : Horace (101), Homère (102), Pindare (238, 276)...
- littérature étrangère : Shakespeare (33, 165), Walter Scott (63), Maupassant (100), George Sand (113), Alfred de Musset (113), Le Huron (89), Mélusine (229)...
- peinture et décoration : Dürer (91), école de la Marche (180), les Cornelius (256), images d'Épinal (91), Reinhold Degas (52), « les bordures à la grecque, Sèvres, la porcelaine de Saxe, ou les décorations en veines ondulantes » (p. 251),
- musique : Schubert (82), Wagner (287), Carl Löwe, Meyerbeer (58), Lohengrin et Tannhaüser (38), quator Krola, ioulements tyroliens (182)...

## Réception
La traduction en français semble avoir attendu cinquante ans.

## Éditions
- Theodor Fontane: Madame Jenny Treibel, traduit en français par Pierre Grappin (1943), Gallimard, collection L'Imaginaire, 2011,  (ISBN 978-2-07-013336-9), 290 pages, dont 18 de préface par le traducteur.

## Source
- Theodor Fontane, Frau Jenny Treibel.